# Ранахув-Б
Ранахув-Б (пол. Ranachów B) — село в Польщі, у гміні Цепелюв Ліпського повіту Мазовецького воєводства.
Населення — 143 особи (2011).
У 1975-1998 роках село належало до Радомського воєводства.

## Демографія
Демографічна структура станом на 31 березня 2011 року:
|          | Загалом | Допрацездатний вік | Працездатний вік | Постпрацездатний вік |
| -------- | ------- | ------------------ | ---------------- | -------------------- |
| Чоловіки | 74      | 14                 | 51               | 9                    |
| Жінки    | 69      | 11                 | 38               | 20                   |
| Разом    | 143     | 25                 | 89               | 29                   |